# Selling England by the Pound

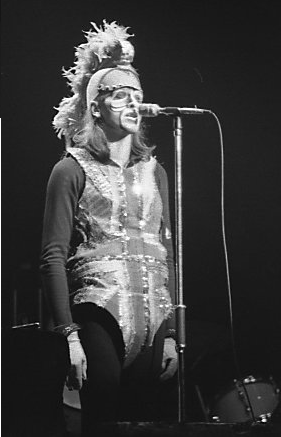
Peter Gabriel im Bühnenkostüm zu Dancing with the Moonlit Knight 1973

Selling England by the Pound (englisch für ‚England pfundweise verkaufen‘) ist das fünfte Studioalbum der britischen Rockband Genesis. Es erschien im Oktober 1973 und gilt als ein Höhepunkt der Progressive-Rock-Phase der Band in den 1970er Jahren. Mit I Know What I Like (In Your Wardrobe) ist der erste Single-Hit der Band auf dem Album enthalten, der sich viele Jahre in deren Live-Repertoire fand, ebenso wie Firth of Fifth und The Cinema Show.

## Hintergrund
Bezogen auf die Musik perfektionierte die Band ihre symphonische Stilistik und dramatischen Spannungsbögen. So besteht etwa Dancing with the Moonlit Knight aus zahlreichen gegensätzlich aufgebauten Teilen, in denen sich oft Bezüge auf andere Teile finden, in Firth of Fifth dagegen steht die Verarbeitung eines Themas im Vordergrund. Kennzeichnend ist ebenso die häufige Verwendung ungerader Taktarten (z. B. in The Battle of Epping Forest, Firth of Fifth).
Textlich treten im Gegensatz zu früheren Werken historische oder mythologische Themen zugunsten von zeitgemäßen Bezügen in den Hintergrund. So ist Dancing with the Moonlit Knight eine satirische Betrachtung der britischen Gesellschaft, während sich The Battle of Epping Forest mit Kämpfen von Jugendbanden im gleichnamigen Verwaltungsbezirk befasst.
Der Sound sowie viele musikalische Phrasen und Melodiebögen (etwa in Firth of Fifth oder The Cinema Show) fanden viele Nachahmer, besonders im Neo-Prog (z. B. Marillion, IQ) und im Retro-Prog (z. B. Spocks Beard, Änglagård).

## Titelliste
Alle Titel wurden von Tony Banks, Phil Collins, Peter Gabriel, Steve Hackett und Mike Rutherford geschrieben. (“All Titles Done By All”)
1. Dancing with the Moonlit Knight – 8:02
2. I Know What I Like (In Your Wardrobe) – 4:07
3. Firth of Fifth – 9:38
4. More Fool Me (Vocals: Phil) – 3:10
5. The Battle of Epping Forest – 11:44
6. After the Ordeal – 4:13
7. The Cinema Show – 11:05
8. Aisle of Plenty – 1:33

## Besetzung
- Peter Gabriel – Gesang, Flöte, Oboe, Perkussion
- Tony Banks – Orgel, Mellotron, Synthesizer, Piano, 12-Saiten-Gitarre, Gesang
- Stephen Hackett – E-Gitarre, Nylon-Gitarre
- Michael Rutherford – E-Bass, Basspedal, 12-Saiten-Gitarre, Elektro-Sitar, Gesang
- Phil Collins – Schlagzeug, Perkussion, Gesang

## Rezeption
Die britische Musikzeitschrift Classic Rock kürte Selling England by the Pound im Juli 2010 zu einem der 50 Musikalben, die den Progressive Rock prägten. Im Juni 2015 wählte die Musikzeitschrift Rolling Stone das Album auf Platz 6 der 50 besten Progressive-Rock-Alben aller Zeiten.
Im Portal Allmusic ist es das am besten bewertete Genesis-Album; es wurde von Kritikern wie von Nutzern mit fünf Sternen ausgezeichnet. Gitarrist Steve Hackett sagte, es sei seine Lieblingsplatte von Genesis.

## Kommerzieller Erfolg

### Chartplatzierungen
Das Album erreichte im Oktober 1973 Platz 3 der britischen Albumcharts, in Italien belegte es Platz 4, in Australien Platz 52 und Platz 70 der US-amerikanischen Billboard 200.
| ChartsChartplatzierungen       | Höchstplatzierung | Wochen |
| ------------------------------ | ----------------- | ------ |
| Vereinigte Staaten (Billboard) | 31 (19 Wo.)       | 19     |
| Vereinigtes Königreich (OCC)   | 3 (39 Wo.)        | 39     |

### Auszeichnungen für Musikverkäufe
| Land/Region                  | Auszeichnungen für Musikverkäufe (Land/Region, Auszeichnung, Verkäufe) | Verkäufe |
| ---------------------------- | ---------------------------------------------------------------------- | -------- |
| Frankreich (SNEP)            | Gold                                                                   | 100.000  |
| Italien (FIMI)               | Gold                                                                   | 25.000   |
| Kanada (MC)                  | Platin                                                                 | 100.000  |
| Vereinigte Staaten (RIAA)    | Gold                                                                   | 500.000  |
| Vereinigtes Königreich (BPI) | Gold                                                                   | 100.000  |
| Insgesamt                    | 4× Gold · 1× Platin ·                                                  | 825.000  |

Hauptartikel: Genesis (Band)/Auszeichnungen für Musikverkäufe